# شش‌پره‌ای شرقی
شش‌پره‌ای شرقی (نام علمی: Parotia helenae) نام یک گونه از سرده شش‌پره‌ای است.